# ラドン測度
数学（特に測度論）におけるラドン測度（ラドンそくど、英: Radon measure）は、ヨハン・ラドンに因んで名づけられた、ハウスドルフ空間 X 上のボレル集合の成す完全加法族上の測度で局所有限かつ内部正則であるものをいう。

## 動機
位相空間の上に測度が定められるとき、その測度が空間の位相と何らかの意味で両立するような、よい測度の概念はあるかというのがよくある問題意識である。その位相空間のボレル集合上の測度を定義することは一つの方法であるが、これには一般にいくつか問題があって、例えばそのような測度には台が上手く定義できるとは限らない。あるいは、測度論を局所コンパクトハウスドルフ空間に制限して考え、測度として（いくつかの文献ではラドン測度の定義に採用されている）コンパクト台付き連続関数の空間上の正値線型汎関数に対応するものだけを考える方法もある。こうすれば病的な問題を孕まないよい理論が得られるが、そのままでは局所コンパクトでない空間に対して適用できない。
ラドン測度の理論は局所コンパクト空間のよくあるよい性質のほとんどを有しているが、任意のハウスドルフ空間に適用することができる。ラドン測度の定義の考え方は、正値汎関数に対応する局所コンパクト空間上の測度を特徴付ける何らかの性質を見つけることであり、それらの性質を勝手なハウスドルフ空間上のラドン測度の定義として利用することにある。

## 諸定義
以下、m はハウスドルフ空間 X 上のボレル集合の成す完全加法族上の測度とする。
- 測度 m が内部正則 (inner regular) 若しくは緊密 (tight) であるとは、任意の集合 B の測度 m(B) が B に含まれるコンパクト集合 K の測度 m(K) の上限として得られるときに言う。
- 測度 m が外部正則 (outer regular) であるとは、任意のボレル集合 B の測度 m(B) が B を含む開集合 U の測度 m(U) の下限として得られるときに言う。
- 測度 m が局所有限 (locally finite) であるとは、各点が測度有限なる近傍を持つときに言う。

内部正則かつ局所有限であるような測度 m をラドン測度と呼ぶ。

## 局所コンパクト空間上のラドン測度
下敷きとなる測度空間が局所コンパクト空間であるとき、ラドン測度はコンパクト台付き連続写像全体の成す空間上の連続線型汎関数の言葉で定義することができる。これにより、測度と積分の理論を関数解析学を用いて展開することができる。これはブルバキ(Bourbaki 2004)および一定数の文献に見られるやり方である。 

### 測度
以下、X は局所コンパクトな位相空間を表すものとする。X 上のコンパクト台付き実数値連続関数の全体はベクトル空間 K(X) を成し、これに自然な局所凸位相を入れることができる。実際、K(X) は台がコンパクト集合 K に含まれる連続関数の成す部分空間 K(X, K) の合併であって、各空間 K(X, K) は一様収束の位相が入ってバナッハ空間になるが、位相空間の合併というのは位相空間の帰納極限の特別な場合であって、然るに空間 K(X) は空間族 K(X, K) から誘導される帰納極限位相が入るのである。
測度 m が X 上のラドン測度ならば、写像
{\displaystyle I\colon f\mapsto \int f\,dm}
は K(X) から R への連続な正値線型写像になる。ここで、正値性というのは f が非負値関数である限りにおいて I(f) ≥ 0 となることを意味し、また連続性は上記の帰納極限位相に関して言うが、次の条件
X の任意のコンパクト部分集合 K に対し、定数 MK が存在して、X 上の実数値連続関数 f でその台が K に含まれるようなもの全てに対して{\displaystyle |I(f)|\leq M_{K}\sup _{x\in X}|f(x)|}とすることができる。
とも同値である。逆に、リースの表現定理によって、K(X) 上の各正値線型形式からラドン測度に関する積分が生じるから、従ってそれは K(X) 上の連続正値線型形式である。
実数値ラドン測度は K(X) 上の（正値とは限らない）「任意の」連続線型形式として定義される（これはちょうど二つのラドン測度の差になっている）。これは実数値ラドン測度の全体と局所凸空間 K(X) の双対空間との同一視を与える。例えば、sin(x)dx は実数値ラドン測度になるが、少なくとも一方が有限な二つの測度の差として書くことはできないから、符号付測度に拡張することさえできない。
いくつかの文献では（正値）ラドン測度を K(X) 上の正値線型形式として定義する古いやり方が用いられる（Bourbaki (2004), Hewitt & Stromberg (1965),Dieudonné (1970) 等を参照）。この設定では、上で述べた意味でのラドン測度を「正値測度」と呼び、上記の意味での実数値ラドン測度を「（実）測度」と呼ぶ用語法を用いるが普通である。

### 積分
局所コンパクト空間上の測度論を関数解析の観点から完全に構築するには、測度（積分）をコンパクト台付き連続関数から拡張する必要がある。これにはいくつかの段階を踏んで、任意の実または複素数値関数に対して拡張を行う。
1. 下半連続正値（実数値）関数 g の上積分 μ*(g) を、h ≤ g なるコンパクト台付き連続関数 h に対する正の数 μ(h) の上限（無限大となる場合を許す）として定義する。
2. 任意の正値（実数値）関数 f に対する上積分 μ*(f) を g ≥ f なる下半連続関数 g の上積分 μ*(g) の下限として定義する。
3. ベクトル空間 F = F(X, μ) を X 上の関数 f でその絶対値の上積分 μ*(|f|) が有限となるようなもの全体の成す空間として定義する。絶対値の上積分は F 上の半ノルムを定め、その半ノルムの誘導する位相に関して F は完備空間になる。
4. 可積分関数全体の成す空間 L1(X, μ) をコンパクト台付き連続関数全体の成す空間の F の中での閉包として定義する。
5. 可積分関数の空間 L1(X, μ) に属する関数の積分を（μ が L1(X, μ) の位相に関して連続であることを確かめた後）連続性による拡張と定義する。
6. 集合の指示関数の積分が存在すれば、それをその集合の測度と定める。

このような段階を踏んで得られた理論が、ラドン測度を X 上の各ボレル集合に数を割り当てる関数として定義することから始めて得られる理論と一致することを確認することができる。
R 上のルベーグ測度をこのように関数解析的な構成によって導入する方法がいくつかある。一つは、ダニエル積分やコンパクト台付き連続関数に対するリーマン積分（あるいは初等的な積分の定義に対するどのような積分についても）のような初等的な積分に依拠するものである。それら初等的な積分によって定義される、先ほど述べた意味での測度は、ちょうどルベーグ積分になる。いま一つは、リーマン積分やダニエル積分やそれに類する理論に依ることなしに、ハール測度の一般論をまず展開し、R 上のハール測度 λ で正規化条件 λ([0, 1]) = 1 を満足するものとしてルベーグ測度を定めればよい。

## 例
ラドン測度の例には以下のようなものが挙げられる。
- ユークリッド空間上のルベーグ測度
- 任意の局所コンパクト群上のハール測度
- 任意の位相空間上のディラック測度
- Rn にボレル位相とボレル集合族を考えた場合のガウス測度
- 任意のポーランド空間上のボレル集合の成す完全加法族の上の確率測度。この例は先の例の一般化であるばかりでなく、局所コンパクト空間上の多くの測度を含み、例えば区間 [0, 1] 上の実数値連続関数全体の成す集合上のウィーナー測度などはこれにあたる。

以下はラドン測度でないものの例である。
- ユークリッド空間上の数え上げ測度。これは局所有限でない。
- 最小の非可算順序数以下の順序数全体の成す空間に順序位相を入れたものはコンパクトな位相空間になる。この空間の測度を、非可算閉集合を含む集合で 1 となりそれ以外では 0 であるものと定めると、これはボレル測度になるがラドンではない。
- X を半開区間 [0, 1) に半開区間族 { [a, b) | 0 ≤ a < b ≤ 1} の生成する位相を入れたものとする。この距離空間上の標準ルベーグ測度は、内部正則でなく、コンパクト集合は高々可算であるから、ラドン測度にならない。

## 基本性質

### 緩増加ラドン測度
空間 X 上のラドン測度 m が与えられたとき、ボレル集合上の別の測度 M が
{\displaystyle M(B)=\inf _{V}\,m(V)}
とおいて定まる（ただし、inf は B ⊂ V ⊂ X なる開集合 V を全て亘ってとる）。この測度 M は外部正則かつ局所有限で、さらに開集合に対しては内部正則になる。これはコンパクト開集合上で m に一致し、また m はコンパクト集合上で M と一致するような唯一の内部正則測度として M から再現することができる。測度 m が緩増加 (moderated) であるとは、 M が σ-有限であることをいい、この場合測度 m は測度 M と同じになる（m が σ-有限であることは M が σ-有限であることを導かないから、緩増加性は σ-有限性よりも強い条件である）。
強リンデレフ空間上では、任意のラドン測度が緩増加である。

### ラドン空間
空間がラドン空間であるとは、任意の有限ボレル測度がラドン測度であるときにいう。また、強ラドン空間であるとは、任意の局所有限ボレル測度がラドン測度となるときにいう。任意のススリン空間は強ラドンであり、さらにその任意のラドン測度が緩増加になる。 

### 双対性
局所コンパクトハウスドルフ空間の上で、ラドン測度はコンパクト台付き連続関数全体の成す空間上の正値線型汎関数に対応する。この性質がラドン測度を定義する主な動機となったことを鑑みれば、これは別に驚くことではない。

### 距離空間構造
X 上の（正値）ラドン測度全体の成す点付き錐 M+(X) には、二つの測度 m1, m2 の間のラドン距離 ρ を
{\displaystyle \rho (m_{1},m_{2}):=\sup _{f}\int _{X}f\,d(m_{1}-m_{2})}
で定義することにより、完備距離空間の構造を与えることができる。ただし、sup は f: X → [−1, 1](⊂ R) なる連続関数 f の全てに亘ってとる。この距離にはいくつか制約があり、例えば X 上の確率ラドン測度全体の成す空間
{\displaystyle \mathbf {P} (X):=\{m\in \mathbf {M} _{+}(X)\mid m(X)=1\}}
はラドン距離に関して点列コンパクトにならない（つまり、確率測度の任意の列がラドン距離に関して収束する部分列を持つことは保証されない）。これはある種の応用において障害となる。他方、X がコンパクト距離空間ならば、P(X) はワッサースタイン距離に関してコンパクト距離空間となる。
ラドン距離に関する収束は測度の弱収束
{\displaystyle \rho (m_{n},m)\to 0\implies m_{n}\rightharpoonup m}
を含意するが、逆は一般には成り立たない。ラドン距離に関する測度の収束を、弱収束に対照するものという意味で強収束と呼ぶことがある。